# Francisco Hernández (jugador de fútbol americano)
Francisco Hernández (Madrid, España) es un jugador de fútbol americano. Actualmente juega como defensive back para Osos de Madrid. 

## Trayectoria como jugador
Ha jugado en los equipos Coslada Camioneros y Rivas Osos pertenecientes a la Liga Nacional de Fútbol Americano (LNFA). En Osos juega en la posición de Free Safety (FS) con el dorsal número 1.
Ha sido internacional con la selección absoluta en varias ocasiones. Formó parte del equipo de flag football de la Universidad de Notre Dame proclamándose campeón de competición intercolegial. Fue invitado por los Albany Firebirds, equipo de la Arena Football League a participar en unos partidos de exhibición.

### Clubes
| Club               | País   | Año       |
| ------------------ | ------ | --------- |
| Coslada Camioneros | España | 1992-1998 |
| Rivas Osos         | España | 1999-     |